# Chrysler Fifth Avenue
 (avril 2020).
La mise en forme du texte ne suit pas les recommandations de Wikipédia : il faut le « wikifier ».
Les points d'amélioration suivants sont les cas les plus fréquents :
- Les titres sont pré-formatés par le logiciel. Ils ne sont ni en capitales, ni en gras.
- Le texte ne doit pas être écrit en capitales (les noms de famille non plus), ni en gras, ni en italique, ni en « petit »…
- Le gras n'est utilisé que pour surligner le titre de l'article dans l'introduction, une seule fois.
- L'italique est rarement utilisé : mots en langue étrangère, titres d'œuvres, noms de bateaux, etc.
- Les citations ne sont pas en italique mais en corps de texte normal. Elles sont entourées par des guillemets français : « et ».
- Les listes à puces sont à éviter, des paragraphes rédigés étant largement préférés. Les tableaux sont à réserver à la présentation de données structurées (résultats, etc.).
- Les appels de note de bas de page (petits chiffres en exposant, introduits par l'outil «  Source ») sont à placer entre la fin de phrase et le point final[comme ça].
- Les liens internes (vers d'autres articles de Wikipédia) sont à choisir avec parcimonie. Créez des liens vers des articles approfondissant le sujet. Les termes génériques sans rapport avec le sujet sont à éviter, ainsi que les répétitions de liens vers un même terme.
- Les liens externes sont à placer uniquement dans une section « Liens externes », à la fin de l'article. Ces liens sont à choisir avec parcimonie suivant les règles définies. Si un lien sert de source à l'article, son insertion dans le texte est à faire par les notes de bas de page.
- La présentation des références doit suivre les conventions bibliographiques. Il est recommandé d'utiliser les modèles {{Ouvrage}}, {{Chapitre}}, {{Article}}, {{Lien web}} et/ou {{Bibliographie}}. Le mode d'édition visuel peut mettre en forme automatiquement les références.
- Insérer une infobox (cadre d'informations à droite) n'est pas obligatoire pour parachever la mise en page.

Pour une aide détaillée, merci de consulter Aide:Wikification.
Si vous pensez que ces points ont été résolus, vous pouvez retirer ce bandeau et améliorer la mise en forme d'un autre article.

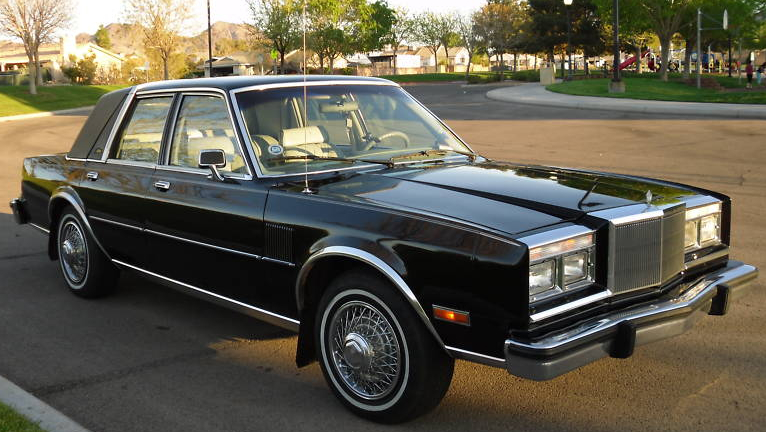
Photographie d'une Chrysler Fifth Avenue de 1984

La Chrysler Fifth Avenue était une finition-option ou un nom de modèle utilisé par Chrysler pour ses plus grandes berlines de 1979 à 1993. Le nom Fifth Avenue n'a plus été utilisé après 1993, lorsque Chrysler a présenté sa nouvelle New Yorker à plate-forme LH et la LHS similaire. Le titre "Fifth Avenue" fait référence à une rue de New York aux États-Unis qui contient de nombreuses boutiques haut de gamme et des attractions culturelles.

## Origine et les "années à plate-forme R"
Le nom Fifth Avenue a été utilisé pour la première fois en 1979 sur une finition haut de gamme de la berline Chrysler New Yorker à plate-forme R. Cette génération de Chrysler, bien que déjà plus petite que sa taille maximale du milieu des années 1970, est restée propulsée par un V8 et une propulsion arrière. La voiture à plate-forme R roulait sur un empattement de 3 010 mm, ce qui était encore beaucoup plus long que ses concurrents réduits de GM et Ford. Pour 1979, la commande de la finition New Yorker Fifth Avenue Edition permettait à l'acheteur d'avoir une voiture avec une finition beige bicolore avec un intérieur en cuir assorti. Il y avait un toit en vinyle Landau standard et des fenêtres d'opéra quelque peu inhabituelles qui s'ouvraient avec les portes arrière. La finition était si bien colorée que même les bandes de frottement du pare-chocs étaient beiges. Les Fifth Avenue à plate-forme R ont duré trois ans, bien que des couleurs supplémentaires aient été ajoutées pour la Fifth Avenue pour 1980 et 1981. S'ajoutant à un modèle déjà exclusif, les Fifth Avenue de 1980 et 1981 avaient l'option d'une version en édition spéciale. Ce modèle en édition spéciale été peint en "Nightwatch Blue" avec des rayures dorées et un toit Landau en bleu assorti. Sur les 7 356 Fifth Avenue construites entre 1980 et 1981, seulement 733 étaient des éditions spéciales.
La production globale des New Yorker à plate-forme R était faible (moins de 75 000 de 1979 à 1981) et la production de Fifth Avenue était au maximum de 25%. Il en existe très peu aujourd'hui, peu importe les conditions. Environ 14 ont été étirées en limousines et plusieurs ont été fournies pour une utilisation pendant les Jeux olympiques d'hiver de 1980 à Lake Placid, NY. Les autres ont été prêtées pour être utilisées par des studios de cinéma hollywoodiens. Quelques-unes existent encore et sont aux mains de collectionneurs.

### ASC LeBaron Fifth Avenue
En 1980, une finition Fifth Avenue a été créée par ASC (American Sunroof Corporation) pour la Chrysler LeBaron, qui partageait sa plateforme M de Chrysler avec la Dodge Diplomat. Cette finition d'options rares, produite sur 654 LeBaron pour l'année, comprenait de nombreuses caractéristiques extérieures trouvées sur la New Yorker Fifth Avenue dans une finition plus petite et plus sensée.

## 1982-1989: les années à plate-forme M
En 1982, la ligne à plate-forme R a été abandonnée et la plaque signalétique New Yorker a été transférée sur la ligne à plate-forme M plus petite. Jusqu'à présent, le modèle d'entrée de gamme de la plate-forme M de Chrysler été vendue sous le nom de LeBaron, mais ce nom a été déplacé vers une nouvelle ligne à traction avant basée sur la plate-forme K (reportez-vous à l'article Chrysler LeBaron pour plus d'informations sur les modèles à plate-forme M de 1977-1981). À la suite du remplacement de la plaque signalétique, la gamme à plate-forme M a été consolidée et simplifiée. Les moteurs V8 360 avaient disparu, tout comme les coupés et les breaks (le coupé et le break LeBaron à plate-forme K les ont remplacés).
L'option Fifth Avenue était toujours disponible sous la forme d'une finition d'options à 1 244 $. Elle a été adaptée de la finition de la LeBaron précédente, avec un toit en vinyle distinctif, des lampes d'opéra électroluminescentes et un carénage arrière adapté de la Dodge Diplomat, bien que modifié. Les intérieurs comportaient des sièges capitonnés, moelleux et rembourrés en "Kimberly velvet" ou en "Corinthian leather", choix qui resteraient inchangés tout au long du parcours de la voiture. De plus, le tapis était plus épais que celui proposé dans les New Yorker de base, Diplomat et Gran Fury/Caravelle Salon, et l'intérieur avait plus de garnitures chromées. L'option Fifth Avenue comprenait également une entrée lumineuse, stéréo AM/FM avec amplificateur arrière, serrures électriques, siège conducteur à réglage électrique en 6 directions, antenne électrique, déverrouillage du coffre à distance, doubles rétroviseurs latéraux, sous-couche complète, miroir de courtoisie pour passager, verrouillage des enjoliveurs de roues métalliques, ainsi qu'un moteur V8 de 5,2 L en standard.
1982 était la dernière année pour la stéréo AM/FM 8 pistes en option et la stéréo AM/FM avec CB intégrée. L'extérieur d'une New Yorker Fifth Avenue Edition peut être identifié à partir d'une New Yorker ordinaire par les éléments suivants: lumières d'opéra, rayures de capot et insignes Fifth Avenue Edition sur les panneaux de remplissage de la lunette arrière - les New Yorker portaient des badges «New Yorker».
Dans un autre échange de noms déroutant, le nom New Yorker était maintenant utilisé pour une autre nouvelle gamme de voitures à plate-forme K en 1983, la New Yorker et la Dodge 600 à carrosserie E. La plus grande voiture à plate-forme M s'appelait désormais New Yorker Fifth Avenue pour la distinguer des voitures à carrosserie E. 1983 était la dernière année où les plate-forme M été fabriquées au Canada et la dernière année pour l'horloge "Chronometer" montée sur la boîte à gants en option, le moteur six cylindres Slant-six 225 et toutes les radios à réglage analogique et les pédales garnies de chrome.
Pour 1984, la voiture s'appelait simplement Fifth Avenue, définissant le nom qui allait se poursuivre pendant six années réussies. La Fifth Avenue (et ses sœurs Dodge et Plymouth) s'avéreraient être les derniers véhicules Chrysler à propulsion arrière à moteur V8 jusqu'à ce que la Chrysler 300 soit relancée dans cette configuration pour 2005. Toutes les Fifth Avenue de 1984 à 1989 étaient propulsées par un moteur V8 de 5,2 L, avec soit un carburateur à deux corps développant 142 ch (104 kW) (dans tous les États sauf la Californie) ou un quatre corps évalué à 172 ch (127 kW) (en Californie), couplé à la célèbre transmission automatique à trois vitesses TorqueFlite de Chrysler. Comme il s'agissait du plus grand modèle Chrysler disponible, les ventes ont décollé, en particulier en 1985-1986, lorsque plus de 100 000 exemplaires été fabriqués chaque année.
À partir des modèles de 1984, la production de la Fifth Avenue a été transférée de Windsor (Ontario) à St. Louis (Missouri). De la fin de 1986 à l'année modèle 1989, elles étaient fabriquées à l'usine American Motors de Kenosha, Wisconsin (achetée par Chrysler en 1987).
La Fifth Avenue a également dépassée de loin ses sœurs Dodge Diplomat et Plymouth Gran Fury, avec une proportion de ventes beaucoup plus élevée allant à des clients privés, malgré son prix plus élevé. La production a culminé à 118 000 voitures en 1986 et la Fifth Avenue s'est démarquée dans une gamme désormais dominée par les voitures à plate-forme K en tant que seules berlines américaines traditionnelles à propulsion de Chrysler.
Bien qu'il faille surveiller les changements dans la Fifth Avenue à plate-forme M, il y en a eu quelques-uns au cours de ses six années de fonctionnement:
- 1984 - Insigne New Yorker remplacé par l'insigne Fifth Avenue sur le coffre; Le badge "Fifth Avenue Edition" continue sur les portes arrière, un nouveau volant a été ajouté. Le Pentastar ordinaire a été remplacé par un en cristal et était maintenant utilisé comme ornement de capot et sur le volant, ce qui se poursuivrait jusqu'à la fin. Les bras d'essuie-glace étaient maintenant noirs (au lieu d'argent). Les blocs moteurs étaient également peints en noir (les précédents étaient peints en bleu clair) Les roues en alliage "Road Wheels" à 10 rayons en option ont été remplacés par de nouvelles jantes en alliage "Snowflake" en option.
- 1985 - Introduction d'un nouveau pommeau de levier de vitesse noir (les modèles de 1982 à 1984 ont des pommeaux chromés). Le levier de clignotant est désormais également noir (les leviers des modèles de 1984 et inférieurs étaient assortis à la couleur intérieure), à l'exception des modèles avec peinture bicolore. Un V8 de 5,2 L révisé avait maintenant un arbre à cames à rouleaux, des têtes à orifices tourbillonnants et un carburateur changé d'un Carter à deux corps en un Holley à deux corps. Cela a augmenté la puissance de 130 à 140 et le couple a également été augmenté. Les intérieurs ont été rénovés avec des sièges en cuir plus épais, des garnitures de pavillon et des panneaux de porte améliorés dotés d'accoudoirs plus grands avec les interrupteurs de lève-vitres électriques situés sur eux, au lieu d'être séparé sur les panneaux de porte.
- 1986 - Introduction d'une nouvelle clé de contact et d'un feu stop central surélevé (ce dernier étant un mandat fédéral). Les modèles avec peinture bicolore avaient des lignes de toit plus basses.
- 1987 - Nouveau volant; dernière année pour les jantes en alliage en option, la peinture bicolore et l'amplificateur stéréo arrière été offerts. Dernière année aussi pour la moquette à poils longs de 17 onces et dernière année pour les interrupteurs de la radio et des phares et du panneau de contrôle climatique argentés.
- 1988 - Toit en vinyle restylé; bord inférieur du panneau de voile recouvrant les moulures sous le rebord des fenêtres chromées.  Badge "Fifth Avenue Edition" remplacé par un Pentastar en cristal entouré d'une couronne dorée qui réapparaîtrait en 1990 sur l'Imperial. Le siège conducteur était désormais équipé d'un fauteuil inclinable manuellement (les modèles précédents étaient équipés de réglages électriques à 6 directions, mais pas de fauteuil inclinable). Les appuie-tête avant étaient plus rembourrés. La tuyauterie autour des sièges était désormais en matériau cousu plutôt qu'en plastique au cours des années précédentes. Certaines radios ont été remplacées par de nouvelles. Les panneaux de porte sont redessinés et les nouveaux rétroviseurs électriques sont de série. Les évents du tableau de bord côté passager étaient désormais de couleur assortie (au lieu du noir avec garniture chromée). Une nouvelle console au pavillon avec lampes de lecture de carte, affichage boussole/température et rangement pour lunettes de soleil est devenue disponible. Un coussin gonflable côté conducteur et une genouillère rembourrée apposée sous le tableau de bord sont devenus facultatifs en mai.
- 1989 - Dernière année de production. L'airbag côté conducteur est de série. À l'époque, la Fifth Avenue (ainsi que ses jumelles à plate-forme M) était l'une des seules voitures à proposer un airbag avec volant inclinable.

Au cours des années 1982-1988, environ 60 de ces voitures ont été étirées en limousines par diverses sociétés d'autocars.

### Chiffres de production/Prix de base
Les chiffres de production pour la Fifth Avenue étaient les suivants:
| Années | Production | Prix     |
| ------ | ---------- | -------- |
| 1982   | 50 509     | 10 851 $ |
| 1983   | 83 501     | 12 487 $ |
| 1984   | 79 441     | 13 990 $ |
| 1985   | 109 971    | 13 978 $ |
| 1986   | 104 744    | 14 910 $ |
| 1987   | 70 579     | 15 422 $ |
| 1988   | 43 486     | 17 243 $ |
| 1989   | 26 883     | 18 345 $ |

Les prix de base étaient les suivants (tous en dollars américains):

## 1990-1993: Les Fifth Avenue finales
1990 a vu la précédente relation entre la New Yorker et la Fifth Avenue revenir, car la Fifth Avenue est devenue un modèle de la New Yorker. Il y avait cependant une différence substantielle, car la New Yorker Fifth Avenue utilisait un châssis légèrement plus long que la voiture standard. Le nouveau volume intérieur plus grand de la New Yorker Fifth Avenue l'a classée comme modèle full-size cette fois; malgré des dimensions extérieures plus petites que la première génération. 1990 a également vu le retour des phares cachés qui, lorsqu'ils étaient éteints, étaient cachés derrière des couvercles métalliques rétractables. Les phares cachés n'étaient plus disponibles depuis la New Yorker Fifth Avenue à carrosserie R de 1981. Pour 1990, le nouveau moteur V6 Chrysler de 3,3 litres était le seul choix en standard, associé à la boîte automatique électronique à quatre vitesses A-604 de la société. À partir de 1991, un plus grand V6 de 3,8 litres est devenu optionnel. Il délivrait les mêmes 149 ch (110 kW) que le 3,3, mais avait plus de couple.
Les célèbres sièges de la New Yorker Fifth Avenue, réputés depuis longtemps pour leur aspect capitonné et leur confort de style canapé, ont continué à être proposés avec, selon le choix du client, du velours ou du cuir, l'ancien "Corinthian leather" a été remplacé par celui de la société Mark Cross. Les voitures avec du cuir portaient le logo Mark Cross sur les sièges et, à l'extérieur, sur un emblème attaché à la bande en aluminium brossé devant les fenêtres d'opéra de la porte arrière.
Sous cette forme, la New Yorker Fifth Avenue ressemblait à la Chrysler Imperial récemment relancée, bien qu'une distinction bien nécessaire ait été fournie entre les voitures lorsque la New Yorker Fifth Avenue (avec son compagnon de gamme la New Yorker Salon) a reçu un avant et un arrière redessiné et arrondi à la fin de l'année modèle 1992, tandis que l'Imperial a continuée dans sa forme originale à lignes nettes.
Toutes les New Yorker Fifth Avenue de cette génération étaient couvertes par le "Crystal Key Owner Care Program" de Chrysler, leader sur le marché, qui comprenait une garantie limitée de 5 ans ou 80 500 km et 7 ans ou 113 000 km pour le groupe motopropulseur. Un service d'assistance téléphonique sans frais était également disponible 24h/24. Le nom Fifth Avenue a été abandonné à la fin de l'année modèle 1993 lorsque la New Yorker a été remplacée par la New Yorker redessinée de 1994, plus longue et plus aérodynamique et la LHS similaire.

### Prix de base
Tous les prix indiqués sont en dollars américains.
- 1990 - 20 860 $ (soit 39 740 $ en 2018)
- 1991 - 20 875 $ (soit 38 162 $ en 2018)
- 1992 - 21 874 $ (soit 38 820 $ en 2018)
- 1993 - 22 048 $ (soit 37 991 $ en 2018)

## Culture populaire
Dans les émissions de télévision d'AMC Breaking Bad et Better Call Saul, Mike Ehrmantraut conduit une Chrysler Fifth Avenue noire à plate-forme M. 